# سیستم بزرگراه در مالزی

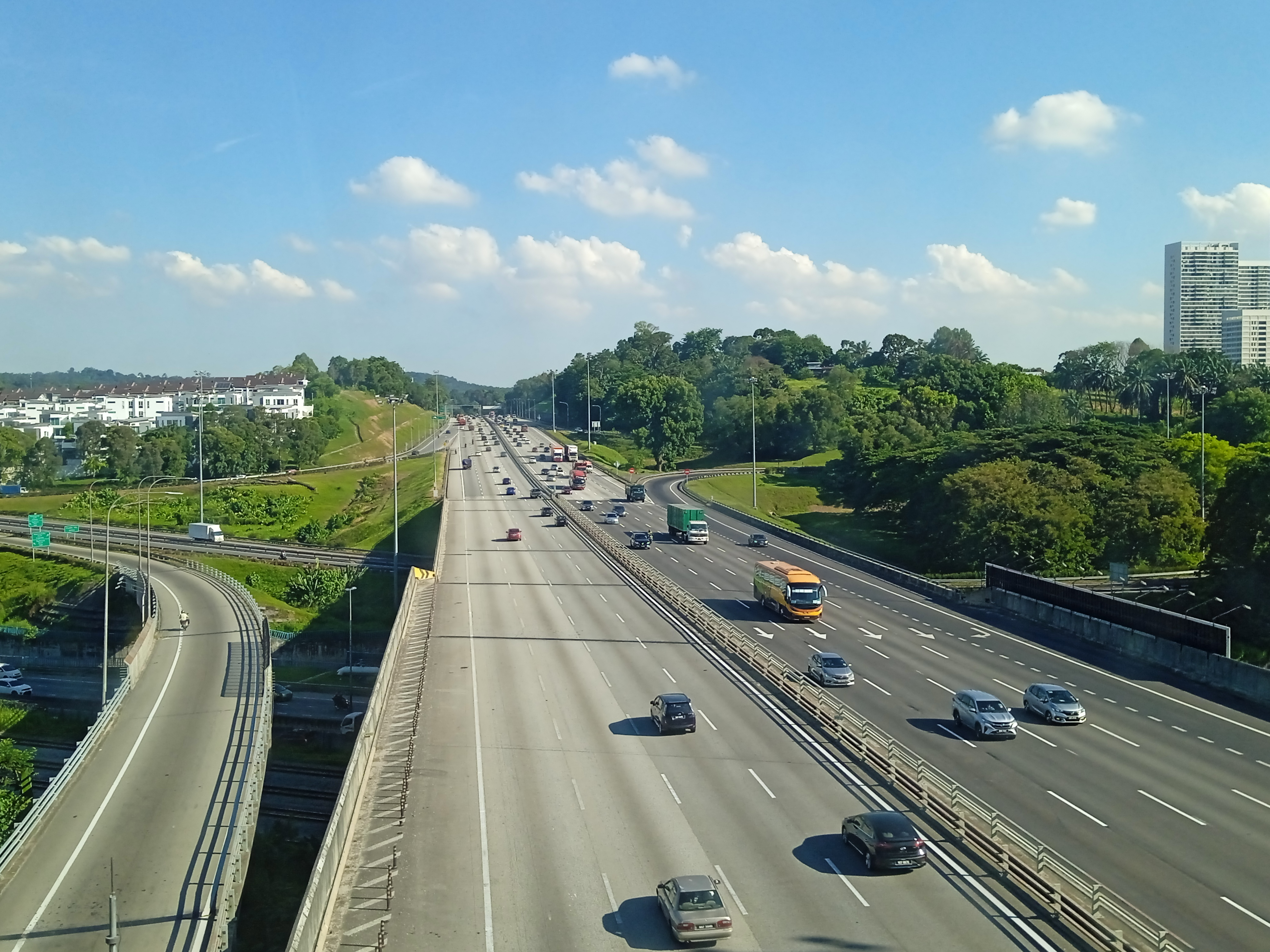
مسیر شمالی بزرگراه شمال-جنوب در نزدیکی سونگای بولوه، سلانگور.

سیستم بزرگراه در مالزی (به انگلیسی: Malaysian Expressway System) (مالایی: Sistem Lebuh Raya Ekspres Malaysia Malaysia) شبکه‌ای از بزرگراه‌های ملی تحت کنترل در مالزی است که ستون اصلی آزادراه‌های ملی مالزی را شکل می‌دهد. شکل‌گیری اولیه این شبکه با آغاز فعالیت جایگاه عوارض جاده‌ای تانجونگ مالیم-اسلیم ریور (مسیر ۱ فدرال) بود که در روز ۱۶ مارس ۱۹۶۶ افتتاح شد. بزرگراه‌های مالزی توسط شرکت‌های خصوصی تحت نظارت متصدی آزادراه دولتی، متصدی آزادراه مالزی (مخفف MHA؛ که همچنین با عنوان Lembaga Lebuhraya Malaysia (LLM) در مالایی شناخته می‌شود) ساخته می‌شود.

## بررسی اجمالی
شبکه بزرگراه در مالزی، بعد از ژاپن و کره‌جنوبی به عنوان یکی از بهترین شبکه بزرگراهی تحت کنترل در آسیا و جهان قلمداد می‌شود. در مالزی ۳۰ بزرگراه در دسترس است که مجموع طول آنها بالغ بر ۷۴۸ کیلومتر (۴۶۵ مایل) است. همچنین ۲۱۹٫۳ کیلومتر (۱۳۶٫۳ مایل) دیگر در دست ساخت است. سیستم دریافت عوارض بزرگراهی در مالزی همانند سیستم بزرگراه ژاپن و سیستم بزرگراه چین است. تمام بزرگراه‌های عوارضی مالزی، آزادراه تحت کنترل بوده و تحت سیستم ساخت، بهره‌برداری و واگذاری مدیریت می‌شوند.